# ダウンサイジングコンセプト

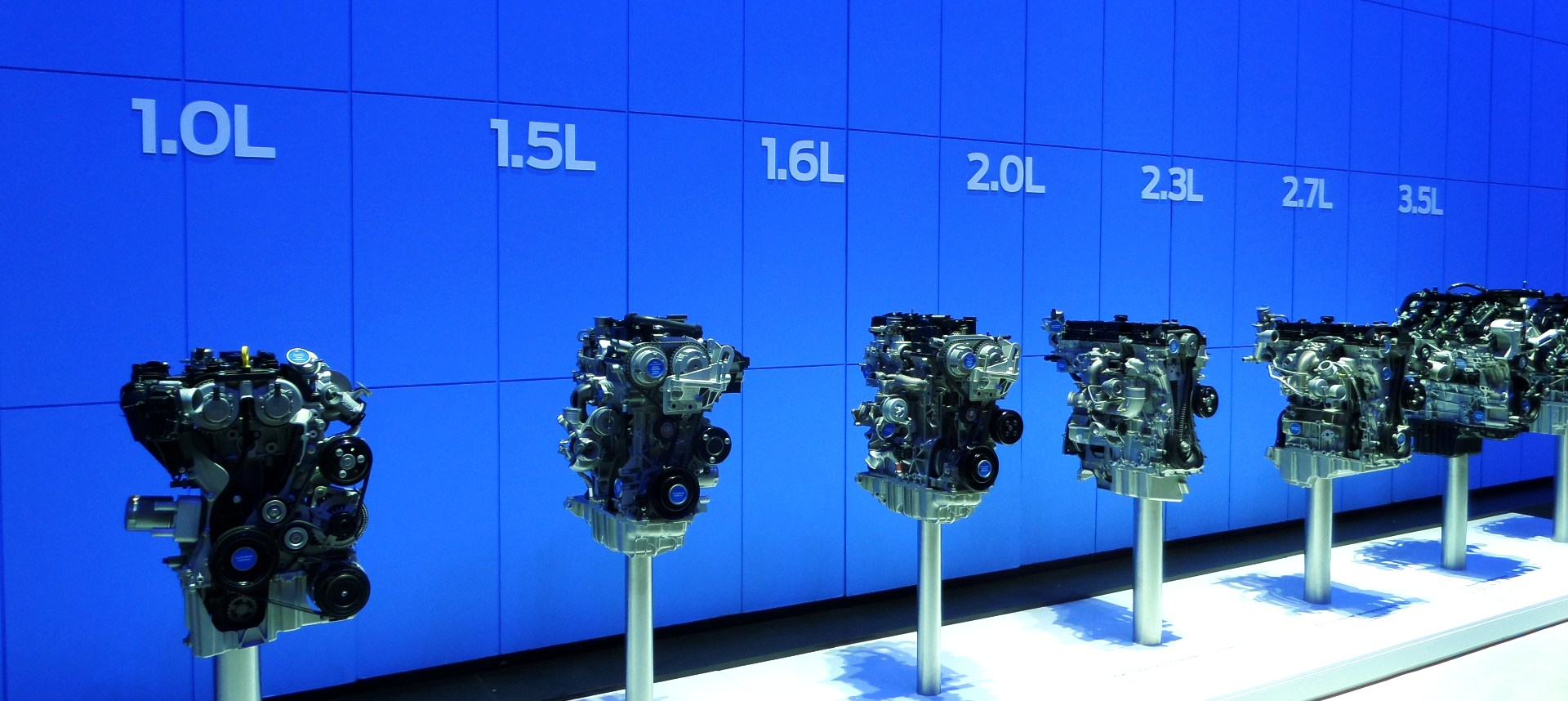
フォードのダウンサイジングターボシリーズ「Eco Boost」。1.0リッター直列3気筒から3.5リッターV型6気筒までを揃える。

ダウンサイジングコンセプトとは、自動車においてターボチャージャーやスーパーチャージャーなどの過給機を使うことにより、従来エンジンと同等の動力性能を確保したまま排気量を小型化（ダウンサイジング）し、巡航時の燃費を向上させるエンジン設計思想（コンセプト）のことを指す。

## 概要

### 機構
「ドッカンターボ」なる表現に代表されるような旧来の過給機付きガソリンエンジンは、加速力や最高出力を追求する目的で設計されていた。過給圧の高い大型の過給機を組み込み、過大な爆発圧力と熱からエンジンを守るために低圧縮比化することで非常に高出力なエンジンを生み出したが、同等排気量や大排気量で同等出力の自然吸気エンジンと比べると運転性（ドライバビリティ、扱いやすさ）と燃費が大変悪かった。
一方でダウンサイジングコンセプトは大前提として省エネルギー（＝燃費を向上させるため）の設計思想がある。燃費向上のためエンジンの小排気量化を行い、次いで動力性能を従来と同等水準に維持することを基本に、目標とする動力性能を達成するための手段としてターボチャージャーやツインチャージャーを用いている。
エンジンの小型化が燃費改善に繋がる最大の理由としては、機械抵抗損失が低減されることが挙げられる。機械抵抗損失とは摩擦損失と吸気損失（ポンピングロス）という2つのエネルギー損失の総和で、全ての走行条件を加味するとエンジンの仕事量のうち3～4割はこの損失に消えているとされる。この損失はエンジン排気量に比例しており、排気量が半分になるとおよそ2/3から1/2程度にまで減少する。また気筒あたりの排気量拡大に限度のあるガソリンエンジンにおいては、排気量低減は気筒数削減（レスシリンダー化）に繋がるため、さらなる摩擦損失の低減が可能となる。これにより、アイドリング状態や定常走行時といった、エンジン回転数の低い低負荷域での燃費を大きく改善することが可能となった。
また同コンセプトの誕生と同時期に実用に耐えうる技術となった筒内直接噴射（直噴）技術は、気化熱の冷却効果で高圧縮比を実現しやすいためターボとの相性が極めて良く、さらなる低燃費の実現が見込める。
エンジンの特性としては、小型のターボチャージャーを用いたりターボチャージャーとスーパーチャージャーを組み合わせることによって、最高速度・最高出力の向上よりも実用域（低～中回転域）のトルクと応答性を向上させ、日常使用に適したエンジンに仕上げられている。自然吸気エンジンに比べて圧倒的に向上した低速トルクは、わずか1000回転台で最大トルクを発生しつつ、フラットトルク化を低中速域で維持することにより、従来の自然吸気エンジンではエンジンを回して加速していた状況から一変し、エンジンを極力回さずに加速することが可能となっている。それゆえターボラグもほぼ存在せず、坂道はトルクで苦もなく駆け上がり、市街地でもキビキビとした走りが可能となるため、燃費の良さを抜きに走りの味でダウンサイジングターボを選ぶ消費者もいる。
一方で過給が始まらないほどの低い回転域においては排気量の大きな自然吸気エンジンよりトルクで劣ってしまうため、同じ力を出すにしてもアクセルペダルをより踏み込んで、エンジン回転数を上げてしまいがちになる。また急加速が連続したり、速度が200 km/hを超えるアウトバーンのように巡航があまりに高負荷域（≒高回転域）で続くような環境では燃料消費率が悪化するため、大排気量エンジンほどではないにせよ、狙ったような低燃費を実現できない場合もある。
好みの問題で言えば、実用領域重視のため高回転域での伸びは少なく、エンスージアストからは官能性に欠けるという意見もある。

### 採用状況

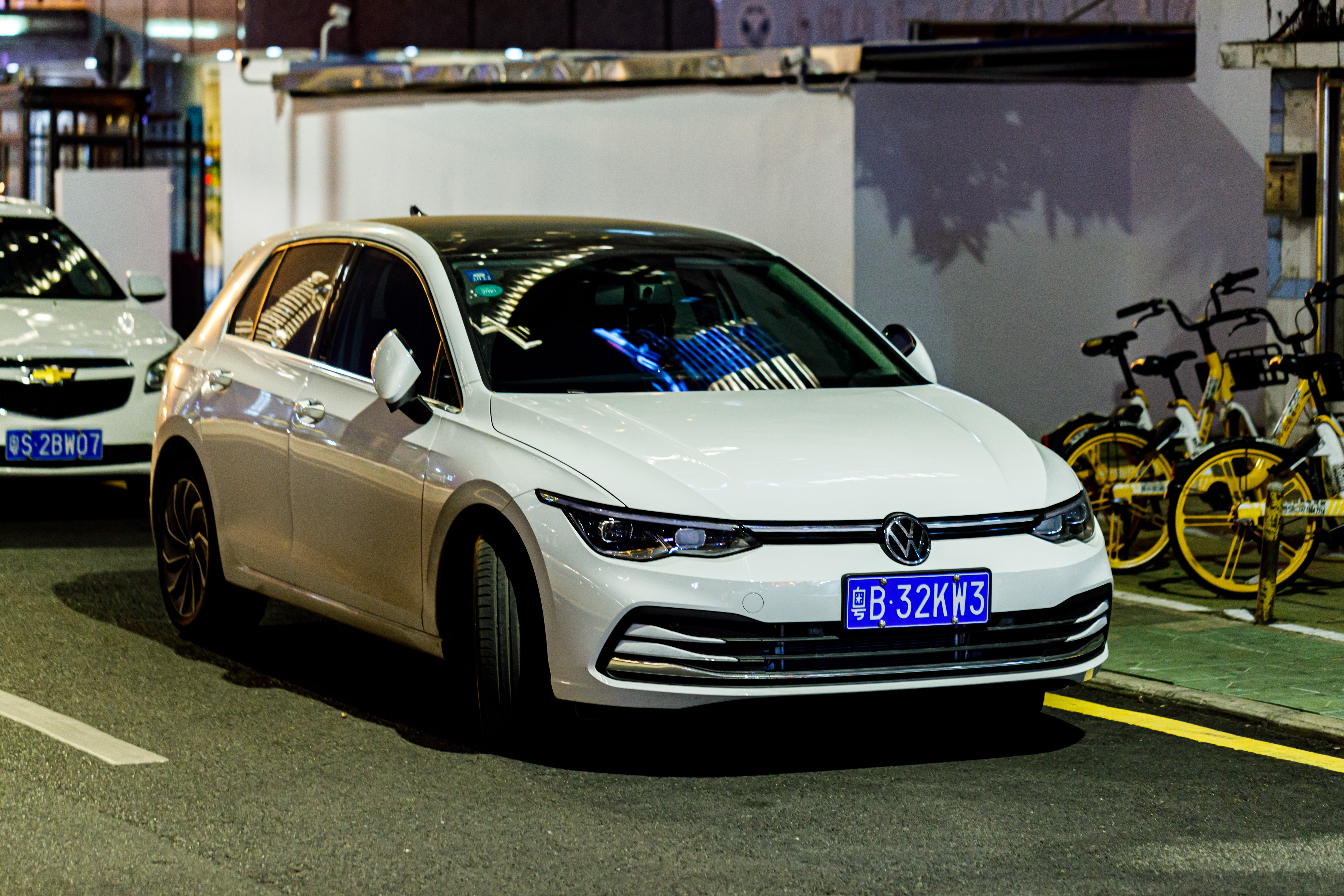
8代目ゴルフはハイブリッドとダウンサイジングターボを組み合わせる。

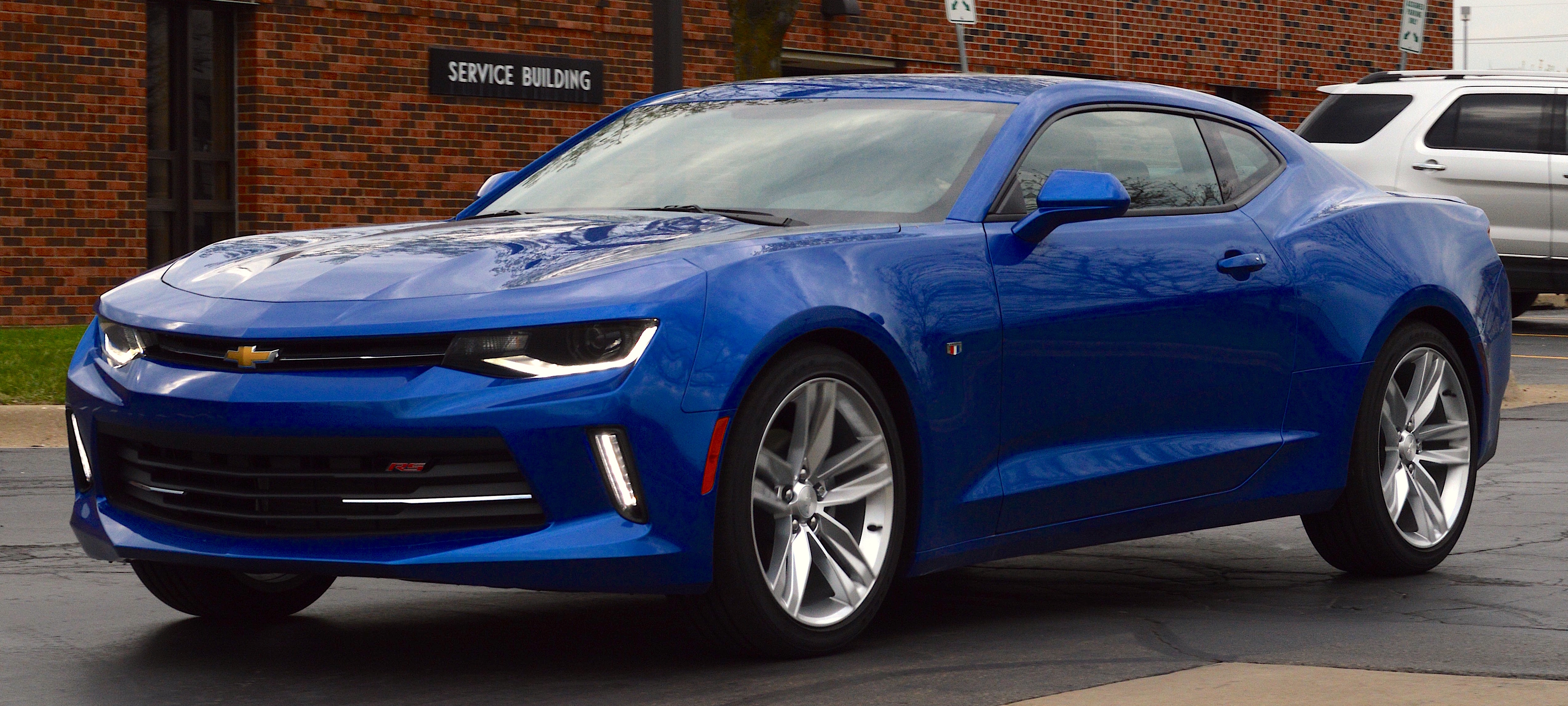
マッスルカーの代名詞であるV型8気筒ではなく、直列4気筒ターボを搭載したグレードのシボレー・カマロ

過給機を用いる事により同等の出力を維持しつつ、排気量を減らすという概念自体は目新しいものではなく、欧米各国で古くからあった。日本でも過給器が乗用車用として1979年（昭和54年）10月に初めて認可された当時、ターボは省燃費が主目的であり、1990年代初頭には兼坂弘によっても提案されていた。現代において再び注目を集め、各社がダウンサイジングターボを競って開発するようになったのは、フォルクスワーゲンが2005年からクリーンディーゼル技術を転用した直噴のTSIエンジンをゴルフに搭載して以降である。
このコンセプトが環境意識の高まりとともに流行するようになり、近年ではV型12気筒エンジンをV型8気筒ターボへ、V型8気筒を直列6気筒/4気筒ターボへ、V型6気筒を直列4気筒ターボへ、直列4気筒を直列3気筒へとほぼすべてのシリンダー配列において、ダウンサイジングコンセプトの実施例がある。また、従来は過給に伴い増大する熱を処理するための補機類（インタークーラーなど）の強化・追加や、ブローオフやノッキング制御などの各種制御が増えることでコスト高になりやすい点が障壁となっていたが、普及による経費削減や、現在は自然吸気でも過給機つきエンジンと同等程度まで制御が高度になっており転用できる部分が多いため、克服されている。先進諸国におけるCAFE（企業内平均燃費）規制の導入により、本来なら燃費効率を気にしなくていいような富裕層向けの高級車でもダウンサイジング化が進んでいる。
2010年代後半から実施されているWLTPモード（日本版はWLTCモード）の燃費計測法では頻繁な急加速を伴うため、低負荷域で燃費を稼ぐことを身上とするダウンサイジングターボは必ずしも有利でない状況にある。そのため近年は行き過ぎたダウンサイジング化を疑問視する見方もあり、一部のドイツ・日本車メーカーを中心にライトサイジングコンセプト（排気量適正化）やアップサイジングコンセプト（排気量拡大）が、ダウンサイジングターボへのアンチテーゼとして頭角を表しつつある。また、可変バルブ機構によるミラーサイクル技術や気筒休止システムを用いることで、状況に応じて実質排気量を増減する技術も確立されてきており、現在はダウンサイジング以外にも「排気量・気筒数を減らす」という目的に対しての手段は多様化しつつある。

## 測定方法との相性
欧州でNEDC（新欧州ドライバーズサイクル）モードが導入されていた2000年代、CO2排出量において、テストでの測定値と実際の排出量の乖離が問題視されていた。そこで2009年に最初の強制的な排出量基準である「CO2パフォーマンス規則」が施行されたが、これをクリアするためにダウンサイジングターボが重宝されるようになった。あらゆるシャットライン（部品の隙間）をテープで覆ったり、現実以上に丁寧な加速の仕方をしたりと、低燃費のためのあらゆる工夫が許されたNEDCモードでは特に、低負荷域でのBSFC（正味燃料消費率）が優れ、ポンピングロスが少ない小型エンジンが好まれたためである。また政府側も、税金や罰金によって1kmあたりのCO2排気量を規制し、エンジンの小型化を推進した。
しかしこの測定方法が現実に即していないということから、2017年に欧州でより実際の運転環境に近いテスト方式のWLTPが導入された。NEDCと異なり急加速などの高負荷域を多用する同モードではダウンサイジング化はBSFCの悪化を招きやすいことから、以前より過剰なダウンサイジングは実測値においてマイナスであることを知っていたメーカーたちの反応により、ダウンサイジング化の波はひと段落を迎えている。

## 日本車におけるダウンサイジングコンセプト
前出の通りもともとは欧州で始まった考え方であるが、現在は日本メーカーも追随しており、自動車業界においてはごく一般的な思想となっている。以前はハイブリッド電気自動車や二次電池式電気自動車（EV）の開発が先行しており、日本メーカーはダウンサイジングコンセプトの導入には慎重との見方があったが、2010年代前半から日産・ジュークを皮切りに続々と投入されるようになった。唯一マツダは、執行役員の人見光夫がダウンサイジングターボ車の導入に公式に否定的見解を示していた（2013年12月当時）が、2016年にはネガが克服できたとして2.5 Lのダウンサイジングターボを投入している。
道路環境的にはストップ&ゴーが多く高負荷域の使用時間が長い日本だが、アイドリングやパーシャル（半開）状態では小排気量化が生きやすいため、使用者の環境や運転次第では優れた燃費で走れることが期待できる。また多段オートマチックトランスミッション（AT）や無段変速機（CVT）の進歩、低回転域から中回転域までフラット化されたフラットトルクなどでドライバビリティの面でも日本に適していると思われる部分は多い。特に大型車が日本で走行する場合は、低燃費化・高性能化の双方においてダウンサイジングターボの方が適していると言える。
日本のように自動車税が排気量によって決まり、かつ過給器の有無が税額に影響しない地域においては、ダウンサイジングコンセプトは同程度の走行性能を割安な自動車税額で享受できる利点がある。特に1,000 cc自然吸気のコンパクトカーと同じあるいはそれ以上の動力性能を持つ660 ccターボ・スーパーチャージャー付き軽自動車は、ベースからの出力向上が目的のためダウンサイジングコンセプトではないものの、登録車利用者からすれば実質的にはダウンサイジングコンセプトのいち選択肢であるという見方もできる。
典型的なターボ車には日本のレギュラーガソリンよりもハイオクガソリンが適している。これは、レギュラーガソリンでは高負荷時にノッキングを防ぐために、点火時期を遅らせなければならないためである。日本は米国、欧州と比べて平均走行速度が低いため、ダウンサイジングターボエンジンにハイオクガソリンを入れて走るより、排気量の大きな普通のエンジンのほうが効率的だとの指摘もある。ただ一方で燃料代を気にする顧客層は、ハイオク指定という事実自体を実際の燃費に関係なく忌避する場合も多いため、わざわざレギュラーガソリン化するケースも跡を絶たない。

### ダウンサイジングコンセプトとされるエンジンを採用する国産車
2010年代に各社が競って投入し、全社にラインナップが完了している。※は他社からのエンジン供給モデル。
なおダウンサイジングターボは高圧縮比実現のために直噴化されるのが一般的であるが、ダイハツだけは例外でポート噴射を採用している。
- トヨタ自動車/レクサス
  - V35A-FTS型 V型6気筒3.5Lターボ（LS、ランドクルーザー、LX、GX、タンドラ、セコイア）
  - T24A-FTS型直列4気筒2.4Lターボ（クラウン、ヴェルファイア、NX、RX、ランドクルーザー250）
  - 8AR-FTS型 直列4気筒2.0Lターボ（クラウン、ハリアー、NX、IS）
  - 8NR-FTS型 直列4気筒1.2Lターボ（オーリス、C-HR、カローラシリーズ）
  - 1KR-VET型 直列3気筒1.0Lターボ（ルーミー/タンク、ライズ）※ダイハツ製
- 日産自動車
  - VR35DDTT型V型6気筒3.5Lターボ（パトロール、アルマーダ、QX80）
  - VR30DDTT型V型6気筒3.0Lターボ（スカイラインセダン、フェアレディZ RZ34、Q60、Q50）
  - 274A型 直列4気筒2.0Lターボ（スカイラインセダン）※ダイムラー製
  - HR12DDR型 直列3気筒1.2Lスーパーチャージャー（ノート）
- 本田技研工業
  - L15B型、L15C型（VTEC TURBO） 直列4気筒1.5Lターボ（ステップワゴン、ヴェゼル、シビック）
- SUBARU
  - CB18型 水平対向4気筒1.8Lターボ（レヴォーグ、フォレスター、アウトバック）
  - FB16型 水平対向4気筒1.6Lターボ（レヴォーグ[11]、直噴としては国内初のダウンサイジングターボ[16]。2020年生産終了）
  - 1KR-VET型　直列3気筒1.0Lターボ（スバル・ジャスティ）※ダイハツ製
- マツダ
  - PY-VPTS型 直列4気筒2.5Lターボ（CX-9、CX-8、CX-5、MAZDA6）
- スズキ
  - K14C型 直列4気筒1.4Lターボ（エスクード、スイフトスポーツ）
  - K10C型 直列3気筒1.0Lターボ （バレーノ、クロスビー、スイフト）
- ダイハツ工業
  - 1KR-VET 直列3気筒1.0Lターボ（トール、ロッキー)
- 三菱自動車工業
  - 4B40型　直列4気筒1.5Lターボ（エクリプスクロス）

## ディーゼルエンジンへの適用
元々過給との相性が抜群に優れているディーゼルエンジンでは、過給圧をさらに上げることにより、より少ない気筒数・より小さい気筒サイズのエンジンへ変更することが一般的である。気筒数削減・小型化により、機械摩擦低減による巡行時の燃費低減・材料費低減・重量軽減が図られている。バスの例として1995年にはハイブリッド仕様の日野・ブルーリボンで従来の大型車と共通のM10U型エンジンから、中型車用のJ08C型 (240 ps) に過給器を取り付けた例があり、非ハイブリッド車においてはKL-規制の頃（2000年頃）より大型車用エンジンにターボを装着する例が増え始め、PJ-規制の頃（2004年頃）から中型車用エンジンにターボを組み合わせるのが定着した。QxG-（QRG-/QPG-/QKG-/QDG-）規制の頃（2015年頃）より大型車に小型車用エンジンを組み合わせた例もみられるようになった。路線バス用のエンジンでは6気筒から4気筒が主流になりつつある。
ディーゼルエンジンは予混合燃焼ではないため、プレイグニッションによるノッキングが発生しないことから過給器との相性がよく、また日本の自動車用ディーゼルエンジンは自動車NOx・PM法公布以後、排ガス性能と運動性能の両立のためにほとんどが過給器付きとなり、同等の出力を確保した上でのダウンサイジングが図られている。
ディーゼルエンジンは（ガソリンエンジン比で）爆発圧力が強く、低回転域でのトルク特性に優れる為、過給機が作動する回転数に達するまで排気量相応の出力に限られ低回転トルクが不足する問題（ターボラグ）はガソリンエンジンに比べて少ないが、ツインターボや可変ノズルターボなどを用いることによってさらなる高効率化が図られている。他に高過給化による耐久性の問題や排気量の削減による排気ブレーキ・エンジンブレーキ力の低下など克服すべき点が指摘されている。近年は過給を行えない回転域での出力不足を補うハイブリッド化も進みつつある。
| 車種             | 2000年頃     | 2000年頃     | 2000年頃    | 2000年頃 | 2000年頃 | 2010年頃     | 2010年頃     | 2010年頃    | 2010年頃 | 2010年頃 |
| 車種             | エンジン型式 | シリンダ配列 | 排気量 (cc) | 過給     | 圧縮比   | エンジン型式 | シリンダ配列 | 排気量 (cc) | 過給     | 圧縮比   |
| ---------------- | ------------ | ------------ | ----------- | -------- | -------- | ------------ | ------------ | ----------- | -------- | -------- |
| ギガ 6×4トラクタ | 10TD1        | V型10気筒    | 30,390      | 無       | 18.0     | 6WG1         | 直列6気筒    | 15,681      | 有       | 16.5     |
| ギガ 10-15t車    | 6WF1         | 直列6気筒    | 14,256      | 有       | 16.0     | 6UZ1         | 直列6気筒    | 09,839      | 有       | 16.2     |
| フォワード 4t車  | 6HL1         | 直列6気筒    | 07,166      | 無       | 18.5     | 4HK1         | 直列4気筒    | 05,193      | 有       | 16.5     |
| エルフ 2t車      | 4HG1         | 直列4気筒    | 04,570      | 無       | 18.5     | 4JJ1         | 直列4気筒    | 02,999      | 有       | 17.5     |

またJR四国を除くJR各社では、国鉄型気動車のエンジンの交換が行われており、交換後のエンジンはほとんどの場合排気量が下がっているため、これもダウンサイジングの一種と言える。

## その他
- 同じターボエンジンでもダウンサイジングコンセプトかどうかはエンジン単体ではなく、車体との組合せで従来エンジンと比べ排気量を低減しているかによって評されるため、たとえダウンサイジングコンセプトを考慮して開発されたエンジンであっても、従来のエンジンと排気量があまり大差のない車体に搭載された場合はダウンサイジングとは見做されない場合がある。またMR16DDT（DIG-T）型エンジン[19]、のように海外では車格の大きい車種にも採用されたためダウンサイジングターボとして扱われたが、国内ではBセグメントSUVのジュークのみの採用であったため、ハイパワーターボとしてしか認識されなかったというパターンもある。

- ダウンサイジングコンセプトのターボエンジンを「小排気量ターボ」と表現する自動車評論家や好事家は跡を絶たないが、V12をV8ターボ化したものを「小排気量ターボ」とは表現できないように、似て非なる概念である。

- モータースポーツ界でも2010年代以降、ハイブリッド技術と同様市販車メーカーたちの興味を惹くため、主要カテゴリでダウンサイジングターボが採用される規定が相次いだ。F1（V8 NA→V6ターボ）を筆頭に、インディカー（V8 NA→V6ターボ）、スーパー2000（2.0 L NA→1.6 Lターボ）、DTM/GT500/スーパーフォーミュラ、豪州スーパーカー選手権、スーパーTC2000、ストックカー・ブラジル（いずれもV8 NA→直4ターボ）などがダウンサイジング化を果たしている。